# Zvonice se sochou svatého Jana Nepomuckého (Horní Fořt)
Zvonice se sochou svatého Jana Nepomuckého stojí vedle silnice v osadě Horní Fořt obce Uhelná v okrese Jeseník. Ministerstvo kultury České republiky v roce 2012 ji prohlásilo za kulturní památku ČR.

## Historie
Kamenná zvonice byla postavena v roce 1914 Josefem Mertou. Ve výklenku je umístěna barokní socha svatého Jana Nepomuckého z roku 1735. V roce 2010 byl vysvěcen a do zvonice zavěšen ocelový zvon.

## Popis
Zvonice se nachází vedle cesty v osadě Horní Fořt. Základ tvoří podstavec ve formě komolého jehlanu s výklenkem. Je postaven v kombinaci cihel (jádro) a žulových kvádrů (plášť). Lucernu tvoří čtyři dřevěné sloupky s jehlanovou střechou ukončenou makovicí a kovaným křížem. Střecha je kryta břidlicí. V lucerně je zavěšen ocelový zvon. V čelní straně podstavce ve výklenku je umístěna socha svatého Jana Nepomuckého v podživotní velikosti. Barokní dílo je zhotoveno ze světlé slezské žuly natřené silnou vrstvou bílé barvy. Socha stojí v kontrapostu levé nohy, oděná do tradičního klerického oděvu: v sutaně, rochetě, almuci a s biretem na hlavě. V pravé ruce drží kříž, který přidržuje levou rukou. Socha stojí na podstavci, na němž je letopočet vzniku plastiky (rok 1735) a signatury F. R. Pod podstavcem je krátký nápis s datem 1914 a jménem autora stavby, jímž byl Josef Merta.